# إدي جونسون (لاعب كرة قدم أمريكية)
إدي جونسون (بالإنجليزية: Eddie Johnson)‏ هو لاعب كرة قدم أمريكية أمريكي، ولد في 3 فبراير 1959 في ألباني في الولايات المتحدة، وتوفي في 21 يناير 2003 في كليفلاند في الولايات المتحدة بسبب سرطان القولون.

## وصلات خارجية
- إدي جونسون على موقع مرجع كرة القدم المحترفة.كوم (الإنجليزية)